# Vicente Zeballos
Vicente Antonio Zeballos Salinas (Moquegua, 10 mei 1963) is een Peruaanse advocaat en politicus. Hij was burgemeester van Moquegua, hoofdstad van de provincie Mariscal Nieto (2003-2006) en vertegenwoordigde Moquegua in het congres (2011-2019). Op 30 september 2019 werd hij beëdigd als premier van Peru, nadat hij vanaf 21 juli 2018 minister van Justitie en Mensenrechten was. Hij trad af als premier in juli 2020.

## Zijn opleiding
Na zijn schoolopleiding aan het Colegio Simón Bolivar School in Moquegua studeerde hij rechten en politieke wetenschappen aan de Universidad Inca Garcilaso de la Vega te Lima. Aan het Centro de Estudios Constitucionales in Madrid specialiseerde hij zich verder in het staatsrecht en de politicologie. Hij behaalde zijn doctoraat in het staatsrecht aan de Complutense Universiteit van Madrid.

## Politieke carrière
Van 2003 tot 2006 was Zeballos burgemeester van de Moquegua, hoofdstad van de provincie Mariscal Nieto. Bij de algemene verkiezingen van 2011 werd hij door de Partij Nationale Solidariteit (Partido Solidaridad Nacional, PSN) te Moquegua in het congres van de republiek gekozen. 
Van 2011 tot 2016 had hij zitting in de congrescommissies voor onderwijs, jeugd en sport, voor grondwet en regelgeving, en voor decentralisatie en externe betrekkingen. Bovendien was hij voorzitter van verschillende parlementaire onderzoeks- en controlecommissies. 
Bij de algemene verkiezingen van 2016 werd hij door regeringspartij Peruanos Por el Kambio (PPK) herkozen als congreslid voor de periode 2016-2021.  
Op 21 juni 2017 werd hij voor de periode 2017-2018 benoemd tot woordvoerder van zijn fractie. Op 27 december van hetzelfde jaar nam hij echter ontslag uit zijn partij, als protest tegen de vervroegde vrijlating van voormalig dictator Alberto Fujimori door president Pedro Pablo Kuczynski, op eerste kerstdag 2017. 
Op 21 juli 2018, na het aftreden van Salvador Heresi en de CNM Audios- affaire (waarbij de Peruaanse pers geluidsopnamen had verspreid waarin leden van de rechterlijke macht en parlementsleden onderling gunsten vroegen en bespraken), trad hij aan als minister van Justitie en Mensenrechten.
Op 30 september 2019, nadat toenmalig premier Salvador del Solar het vertrouwen van het congres verloor, trad Zeballos aan als premier van Peru. Het op diezelfde dag opgestelde decreet van ontbinding van het Congres was het eerste decreet dat door president Martín Vizcarra en premier Zeballos werd ondertekend.
Op 30 oktober 2019 presenteerde hij samen met president Martín Vizcarra het belangrijkste beleid voor de nabije toekomst: algemene toegang tot gezondheidszorg, verhoging van het minimumloon, bestrijden van geweld vrouwen, verbetering van de veiligheid en het onderwijs en de bouw van twee grote luchthavens. Het congres was op dat moment beperkt in zijn functies, doordat de regering verklaard had dat het na de ontbinding van het parlement niet juist zou zijn om de ministeriële maatregelen voor te leggen aan de Permanente Commissie van het Congres.
Zeballos werd hevig bekritiseerd om zijn aanpak van de coronapandemie en legde op 15 juli 2020 zijn premierschap neer. Een maand later werd hij vertegenwoordiger van Peru bij de Organisatie van Amerikaanse Staten.